# Населення Пакистану
Населення Пакистану. Чисельність населення країни 2015 року становила 199,085 млн осіб (7-ме місце у світі). Чисельність пакистанців стабільно збільшується, народжуваність 2015 року становила 22,58 ‰ (72-ге місце у світі), смертність — 6,49 ‰ (149-те місце у світі), природний приріст — 1,46 % (82-ге місце у світі) . 

## Природний рух
Згідно даних ОЕСР/Світового банку населення Пакистану збільшилося з 1990 по 2008 на 23 млн осіб. У відсотках населення зросло на 54%, порівняно з 34% зростання Населення Індії і 38% зростання Населення Бангладеш.

### Відтворення
Народжуваність у Пакистані, станом на 2015 рік, дорівнює 22,58 ‰ (72-ге місце у світі). Коефіцієнт потенційної народжуваності 2015 року становив 2,75 дитини на одну жінку (67-ме місце у світі). Рівень застосування контрацепції 35,4 % (станом на 2012 рік). Середній вік матері при народженні першої дитини становив 23,4 року, медіанний вік для жінок — 25-29 років (оцінка на 2014 рік).
Смертність у Пакистані 2015 року становила 6,49 ‰ (149-те місце у світі).
Природний приріст населення в країні 2015 року становив 1,46 % (82-ге місце у світі).
У минулому, населення країни мало відносно високі темпи зростання, які були змінені помірними темпами народження.

### Вікова структура

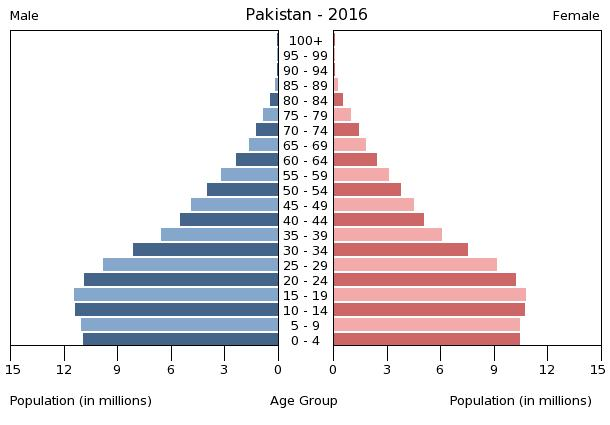
Віково-статева піраміда населення Пакистану, 2016 рік

Середній вік населення Пакистану становить 23,4 року (170-те місце у світі): для чоловіків — 23,3, для жінок — 23,4 року. Очікувана середня тривалість життя 2015 року становила 67,39 року (167-ме місце у світі), для чоловіків — 65,47 року, для жінок — 69,4 року.
Вікова структура населення Пакистану, станом на 2015 рік, виглядає наступним чином:
- діти віком до 14 років — 32,65 % (33 396 847 чоловіків, 31 611 641 жінка);
- молодь віком 15-24 роки — 21,44 % (22 016 207 чоловіків, 20 673 561 жінки);
- дорослі віком 25-54 роки — 36,28 % (37 526 930 чоловіків, 34 701 271 жінка);
- особи передпохилого віку (55-64 роки) — 5,28 % (5 254 347 чоловіків, 5 253 526 жінок);
- особи похилого віку (65 років і старіші) — 4,35 % (4 036 727 чоловіків, 4 614 789 жінок)[2].

### Шлюбність— розлучуваність
Середній вік, коли чоловіки беруть перший шлюб дорівнює 21,8 року, жінки — 20,3 року, загалом — 21 рік (дані за 2007 рік).

## Розселення

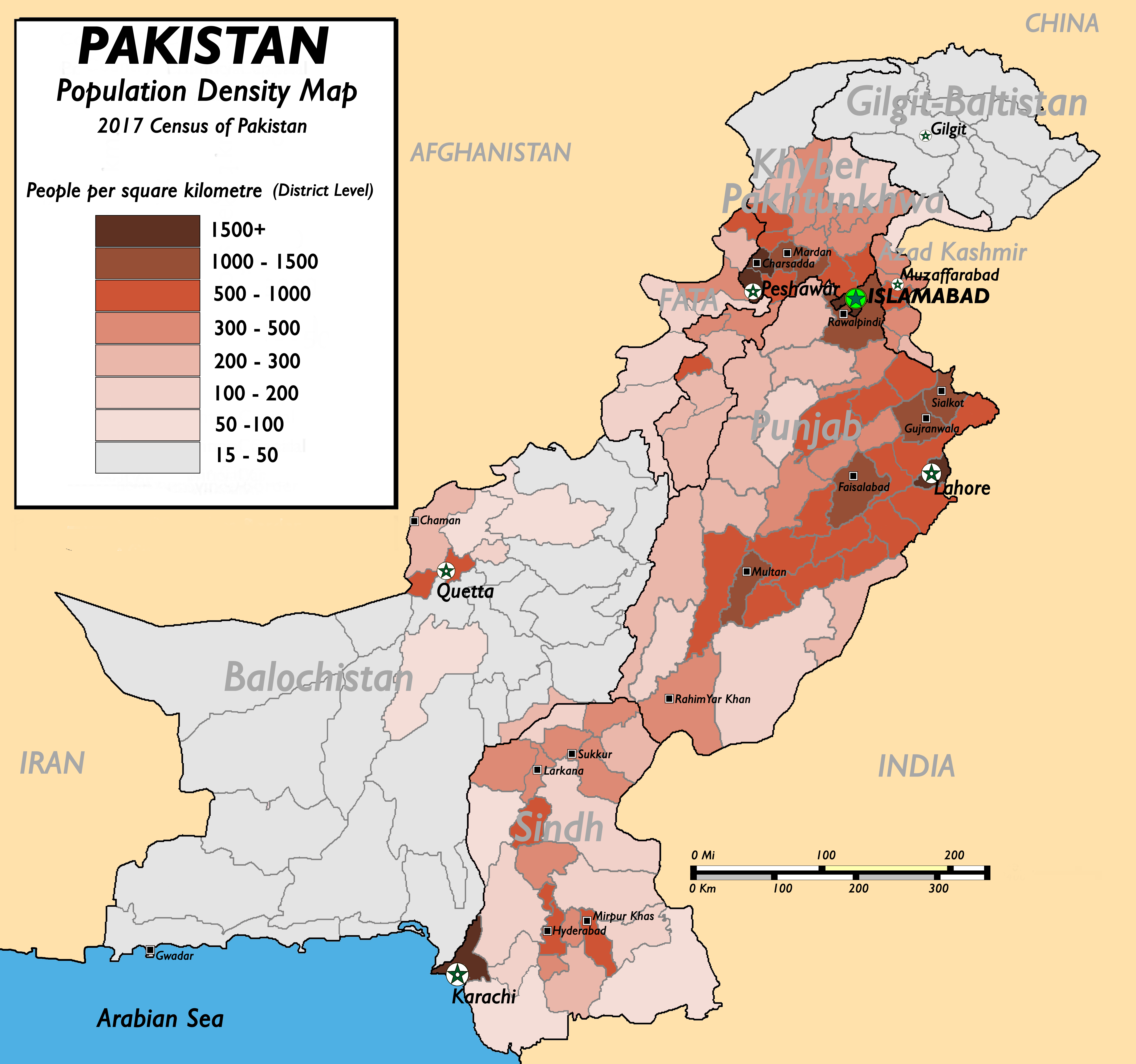
Густота населення Пакистану

Густота населення країни 2015 року становила 245,1 особи/км² (56-те місце у світі). Більшість населення південного Пакистану проживає вздовж річки Інд. У північній половині країни велика частина населення живе близько дуги, утвореною містами Фейсалабад, Лахор, Равалпінді, Ісламабад і Пешавар.

### Урбанізація
Пакистан середньоурбанізована країна. Рівень урбанізованості становить 38,8 % населення країни (станом на 2015 рік), темпи зростання частки міського населення — 2,81 % (оцінка тренду за 2010—2015 роки). За період 1950–2011 років, міське населення Пакистану збільшилося в 7 разів, у той час як загальна чисельність населення збільшилася більш ніж учетверо. Сильні соціальні зміни призвели до швидкої урбанізації та появи мегаполісів. У період 1990–2003 років, Пакистан зберіг свій історичний статус другої найбільш урбанізованої країни в Південній Азії. Крім того, 50% пакистанців останнім часом проживають у містах з населенням від 5 тис. осіб та більше.
Головні міста держави: Карачі — 16,618 млн осіб, Лахор — 8,741 млн осіб, Фейсалабад — 3,567 млн осіб, Равалпінді — 2,506 млн осіб, Мултан — 1,921 млн осіб, Ісламабад (столиця) — 1,365 млн осіб (дані за 2015 рік).

### Міграції
Річний рівень еміграції 2015 року становив 1,54 ‰ (157-ме місце у світі). Цей показник не враховує різниці між законними і незаконними мігрантами, між біженцями, трудовими мігрантами та іншими.

#### Біженці й вимушені переселенці
Станом на 2015 рік, в країні постійно перебуває 2,6 млн (з яких лише 1,6 млн зареєстровано) біженців з Афганістану. У той самий час у країні, станом на 2015 рік, налічується 1,459 млн внутрішньо переміщених осіб через антитерористичні операції уряду, протистояння на Території племен, у Північному Вазиристані, мусонні повіді.
Пакистан є членом Міжнародної організації з міграції (IOM).

## Расово-етнічний склад
| Етнічний склад (2015 рік) | Етнічний склад (2015 рік) | Етнічний склад (2015 рік) | Етнічний склад (2015 рік) | Етнічний склад (2015 рік) |
| ------------------------- | ------------------------- | ------------------------- | ------------------------- | ------------------------- |
| Етнос:                    |                           |                           | Відсоток:                 |                           |
| пенджабці                 | пенджабці                 |                           | 44.68%                    | 44.68%                    |
| пуштуни                   | пуштуни                   |                           | 15.42%                    | 15.42%                    |
| синдхи                    | синдхи                    |                           | 14.1%                     | 14.1%                     |
| сераїки                   | сераїки                   |                           | 8.38%                     | 8.38%                     |
| мухаджири                 | мухаджири                 |                           | 7.57%                     | 7.57%                     |
| белуджі                   | белуджі                   |                           | 3.57%                     | 3.57%                     |
| інші                      | інші                      |                           | 6.28%                     | 6.28%                     |

Головні етноси країни: пенджабці — 44,68 %, пуштуни — 15,42 %, синдхи — 14,1 %, сераїки — 8,38 %, мухаджири — 7,57 %, белуджі — 3,57 %, інші — 6,28 % населення.

## Мови
| Мови Пакистану (2015 рік) | Мови Пакистану (2015 рік) | Мови Пакистану (2015 рік) | Мови Пакистану (2015 рік) | Мови Пакистану (2015 рік) |
| ------------------------- | ------------------------- | ------------------------- | ------------------------- | ------------------------- |
| Мова:                     |                           |                           | Відсоток:                 |                           |
| урду                      | урду                      |                           | 8%                        | 8%                        |
| англійська                | англійська                |                           | %                         | %                         |
| пенджабська               | пенджабська               |                           | 48%                       | 48%                       |
| сіндхі                    | сіндхі                    |                           | 12%                       | 12%                       |
| сірайкі                   | сірайкі                   |                           | 10%                       | 10%                       |
| пушту                     | пушту                     |                           | 8%                        | 8%                        |
| белуджійська              | белуджійська              |                           | 3%                        | 3%                        |
| хіндко                    | хіндко                    |                           | 2%                        | 2%                        |
| брагуйська                | брагуйська                |                           | 1%                        | 1%                        |
| інші                      | інші                      |                           | 8%                        | 8%                        |

Офіційні мови: урду — розмовляє 8 % населення, англійська, слугує лінгва франка для заможних верств населення. Інші поширені мови: пенджабська — 48 %, сіндхі — 12 %, сірайкі (діалект пенджабської) — 10 %, пушту — 8 %, белуджійська — 3 %, гіндко — 2 %, брагуйська — 1 %, бурушаскі та інші мови — 8 %.

## Релігії
| Релігії в Пакистані (2009 рік) | Релігії в Пакистані (2009 рік) | Релігії в Пакистані (2009 рік) | Релігії в Пакистані (2009 рік) | Релігії в Пакистані (2009 рік) |
| ------------------------------ | ------------------------------ | ------------------------------ | ------------------------------ | ------------------------------ |
| Віросповідання:                |                                |                                | Відсоток:                      |                                |
| мусульмани                     | мусульмани                     |                                | 96.4%                          | 96.4%                          |
| християни                      | християни                      |                                | 2%                             | 2%                             |
| індуїсти                       | індуїсти                       |                                | 1.6%                           | 1.6%                           |

Головні релігії й вірування, які сповідує, і конфесії та церковні організації, до яких відносить себе населення країни: іслам — 96,4 % (державна релігія, сунізм — 85-90 %, шиїзм — 10-15 %), інші — 3,6 % (станом на 2010 рік).
Загалом в країні налічується 181 млн мусульман. Майже всі пакистанські мусульмани-суніти належать до ханафської школи. Більшість мусульман-шиїтів належать до імамітської гілки, також є ісмаїлітська меншина.
Християн у країні налічується 2,7 млн (близько 1,8 % загального населення); індуїстів — 1,8 млн (близько 1,6 %); буддистів — 106,9 тис.; сикхів — 30 тис.; парсів зороастрійців 25 тис. (більшість з яких нелегальні мігранти з сусіднього Ірану); 200 юдеїв. Чисельність пакистанських анімістів, бахаїстів і атеїстів невідома.

## Освіта
Рівень письменності 2015 року становив 57,9 % дорослого населення (віком від 15 років): 69,5 % — серед чоловіків, 45,8 % — серед жінок.
Державні витрати на освіту становлять 2,5 % ВВП країни, станом на 2014 рік (164-те місце у світі). Середня тривалість освіти становить 8 років, для хлопців — до 9 років, для дівчат — до 7 років (станом на 2014 рік).

## Охорона здоров'я
Забезпеченість лікарями в країні на рівні 0,83 лікаря на 1000 мешканців (станом на 2010 рік). Забезпеченість лікарняними ліжками в стаціонарах — 0,6 ліжка на 1000 мешканців (станом на 2012 рік). Загальні витрати на охорону здоров'я 2014 року становили 2,6 % ВВП країни (183-тє місце у світі).
Смертність немовлят до 1 року, станом на 2015 рік, становила 55,67 ‰ (26-те місце у світі); хлопчиків — 58,84 ‰, дівчаток — 52,35 ‰. Рівень материнської смертності 2015 року становив 178 випадків на 100 тис. народжень (44-те місце у світі).
Пакистан входить до складу ряду міжнародних організацій: Міжнародного руху (ICRM) і Міжнародної федерації товариств Червоного Хреста і Червоного Півмісяця (IFRCS), Дитячого фонду ООН (UNISEF), Всесвітньої організації охорони здоров'я (WHO).

### Захворювання
Потенційний рівень зараження інфекційними хворобами в країні високий. Найпоширеніші інфекційні захворювання: діарея, гепатит А і Е, черевний тиф, гарячка денге, малярія, сказ (станом на 2016 рік).
2014 року було зареєстровано 93,9 тис. хворих на СНІД (53-тє місце в світі), це 0,09 % населення в репродуктивному віці 15—49 років (113-те місце у світі). Смертність 2014 року від цієї хвороби становила 2,8 тис. осіб (47-ме місце у світі).
Частка дорослого населення з високим індексом маси тіла 2014 року становила 4,8 % (153-тє місце у світі); частка дітей віком до 5 років зі зниженою масою тіла становила 31,6 % (оцінка на 2013 рік). Ця статистика показує як власне стан харчування, так і наявну/гіпотетичну поширеність різних захворювань.

### Санітарія
Доступ до облаштованих джерел питної води 2015 року мало 93,9 % населення в містах і 89,9 % в сільській місцевості; загалом 91,4 % населення країни. Відсоток забезпеченості населення доступом до облаштованого водовідведення (каналізація, септик): в містах — 83,1 %, в сільській місцевості — 51,1 %, загалом по країні — 63,5 % (станом на 2015 рік). Споживання прісної води, станом на 2008 рік, дорівнює 183,5 км³ на рік, або 1,038 тонни на одного мешканця на рік: з яких 5 % припадає на побутові, 1 % — на промислові, 94 % — на сільськогосподарські потреби.

## Соціально-економічне становище
Співвідношення осіб, що в економічному плані залежать від інших, до осіб працездатного віку (15—64 роки) загалом становить 65,3 % (станом на 2015 рік): частка дітей — 57,9 %; частка осіб похилого віку — 7,4 %, або 13,5 потенційно працездатного на 1 пенсіонера. Загалом дані показники характеризують рівень затребуваності державної допомоги в секторах освіти, охорони здоров'я і пенсійного забезпечення, відповідно. За межею бідності 2005 року перебувало 22,3 % населення країни. Розподіл доходів домогосподарств у країні має такий вигляд: нижній дециль — 4,2 %, верхній дециль — 25,6 % (станом на FY2011 рік).
Станом на 2013 рік, в країні 49,5 млн осіб не має доступу до електромереж; 73 % населення має доступ, в містах цей показник дорівнює 91 %, у сільській місцевості — 62 %. Рівень проникнення інтернет-технологій низький. Станом на липень 2015 року в країні налічувалось 35,8 млн унікальних інтернет-користувачів (27-ме місце у світі), що становило 18 % загальної кількості населення країни.

### Трудові ресурси
Загальні трудові ресурси 2015 року становили 63,34 млн осіб (10-те місце у світі). Країна є одним з основних постачальників трудових ресурсів на Близький Схід. Зайнятість економічно активного населення у господарстві країни розподіляється наступним чином: аграрне, лісове і рибне господарства — 43,7 %; промисловість і будівництво — 22,4 %; сфера послуг — 33,9 % (станом на 2013 рік). Безробіття 2015 року дорівнювало 6,5 % працездатного населення, 2014 року — 6,7 % (77-ме місце у світі); серед молоді у віці 15-24 років ця частка становила 10,4 %, серед юнаків — 9,4 %, серед дівчат — 12,9 % (115-те місце у світі). Значна частина населення країни не має постійного джерела доходів.

## Кримінал

### Наркотики

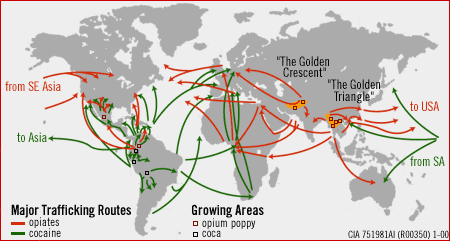
Світові маршрути наркотрафіку

Важлива транзитна країна афганських наркотиків (героїн, опій, морфін, гашиш) на шляху до Ірану, Європи, США, країн Перської затоки, Африки й Азії. Фінансові злочини пов'язані з відмиванням грошей отриманих від наркотрафіку і спрямованих на фінансування терористичних організацій, корупцію. 2007 року загальні посіви опійного маку налічували 2,3 тис. га, з яких 600 га були знищені під час антинаркотичної урядової кампанії.

### Торгівля людьми
Згідно щорічної доповіді про торгівлю людьми (англ. Trafficking in Persons Report) Управління з моніторингу та боротьби з торгівлею людьми Державного департаменту США, уряд Пакистану докладає значних зусиль у боротьбі з явищем примусової праці, сексуальної експлуатації, незаконною торгівлею внутрішніми органами, але законодавство відповідає мінімальним вимогам американського закону 2000 року щодо захисту жертв (англ. Trafficking Victims Protection Act’s) не в повній мірі, країна знаходиться у списку другого рівня.

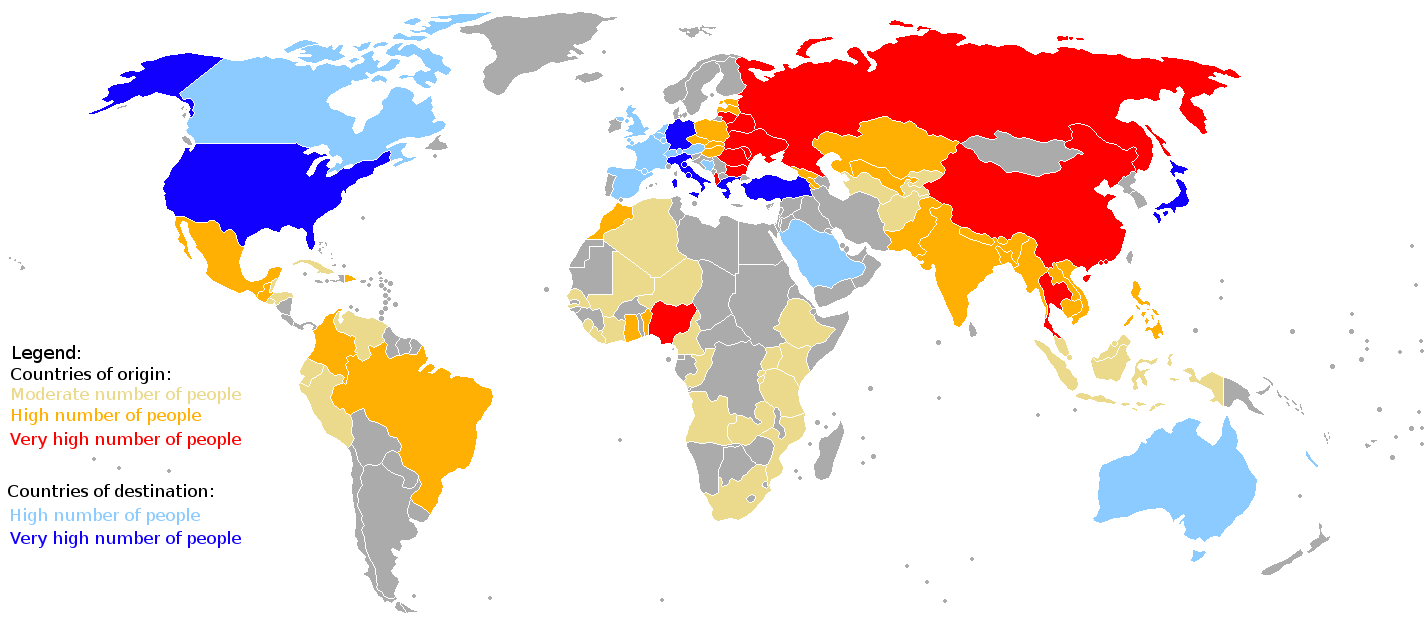
Країни-донори (червоний) і країни-реципієнти кримінальних потоків  (англ.)
Глобальна боротьба з торгівлею людьми (англ.)

## Гендерний стан
Статеве співвідношення (оцінка 2015 року):
- при народженні — 1,05 особи чоловічої статі на 1 особу жіночої;
- у віці до 14 років — 1,06 особи чоловічої статі на 1 особу жіночої;
- у віці 15-24 років — 1,07 особи чоловічої статі на 1 особу жіночої;
- у віці 25-54 років — 1,08 особи чоловічої статі на 1 особу жіночої;
- у віці 55-64 років — 1 особи чоловічої статі на 1 особу жіночої;
- у віці старше за 64 роки — 0,88 особи чоловічої статі на 1 особу жіночої;
- загалом — 1,06 особи чоловічої статі на 1 особу жіночої[2].

### Українською
- Атлас. 10-11 клас. Економічна і соціальна географія світу / упорядники :  О. Я. Скуратович, Н. І. Чанцева. — К. : ДНВП «Картографія», 2010. — ISBN 978-966-475-639-3.
- Атлас світу / голов. ред. І. С. Руденко ; зав. ред. В. В. Радченко ; відп. ред. О. В. Вакуленко. — К. : ДНВП «Картографія», 2005. — 336 с. — ISBN 9666315467.
- Безуглий В. В. Економічна і соціальна географія зарубіжних країн : Навчальний посібник. — К. : ВЦ «Академія», 2007. — 704 с. — ISBN 978-966-580-239-6.
- Безуглий В. В., Козинець С. В. Регіональна економічна і соціальна географія світу : Навчальний посібник. — видання 2-ге, доп., перероб. — К. : ВЦ «Академія», 2007. — 688 с. — ISBN 966-580-144-9.
- Головченко В. І., Кравчук О. Країнознавство: Азія, Африка, Латинська Америка, Австралія і Океанія. — К., 2006. — 335 с. — ISBN 966-8939-04-2.
- Гудзеляк І. І. Географія населення: Навчальний посібник / І. Гудзеляк. — Л. : Видавничий центр ЛНУ імені Івана Франка, 2008. — 232 с. — ISBN 978-966-613-599-8.
- Дахно І. І. Країни світу: Енциклопедичний довідник / І. І. Дахно, С. М. Тимофієв. — К. : Мапа, 2011. — 606 с. — (Бібліотека нового українця) — ISBN 978-966-8804-23-6.
- Дахно І. І. Економічна географія зарубіжних країн : навчальний посібник. — К. : Центр учбової літератури, 2014. — 319 с. — ISBN 978-611-01-0682-5.
- Джаман В. О. Регіональні системи розселення: демографічні аспекти. — Чернівці : Рута, 2003. — 392 с. — ISBN 9665685988.
- Дорошенко Л. С. Демографія: Навчальний посібник. — К. : МАУП, 2005. — 112 с. — ISBN 966-608-442-2.
- Дубович І. А. Країнознавчий словник-довідник. — 5-те вид., перероб. і доп. — К. : Знання, 2008. — 839 с. — ISBN 978-966-346-330-8.
- Економічна і соціальна географія країн світу. Навчальний посібник / За ред. Кузика С. П. — Л. : Світ, 2002. — 672 с. — ISBN 966-603-178-7.
- Загальна медична географія світу / В. О. Шевченко [та ін.] — К. : [б.в.], 1998. — 178 с.
- Ігнатьєв П. М. Країнознавство: Країни Азії. — Ч. : Книги-XXI, 2004. — 383 с. — ISBN 966-8029-53-4.
- Книш М. М., Мамчур О. І. Регіональна економічна і соціальна географія світу (Латинська Америка та Карибські країни, Африка, Азія, Океанія) : навч. посіб. — Л. : ЛНУ ім. Івана Франка, 2013. — 368 с. — ISBN 978-617-10-0007-0.
- Крисаченко В. С. Динаміка населення: Популяційні, етнічні та глобальні виміри. — К. : Видавництво Національного інституту стратегічних досліджень, 2005. — 368 с. — ISBN 966-554-083-1.
- Любіцева О. О., Мезенцев К. В., Павлов С. В. Географія релігій. — К. : АртЕК, 1999. — 504 с. — ISBN 966-505-006-0.
- Масляк П. О. Країнознавство. — К. : Знання, 2007. — 292 с. — (Вища освіта XXI століття)
- Масляк П. О., Дахно І. І. Економічна і соціальна географія світу / П. О. Масляк, І. І. Дахно ; за ред. П. О. Масляка. — К. : Вежа, 2003. — 280 с. — ISBN 966-7091-53-8.

### Російською
- (рос.) Пакистан // Демографический энциклопедический словарь / главн. ред. Валентей Д. И. — М. : Советская энциклопедия, 1985. — 608 с.
- (рос.) Пакистан // Страны и народы. Зарубежная Азия. Южная Азия / Редкол. : отв. ред. Ю. В. Ганковский, П. В. Куцобин, Г. В. Сдасюк. — М. : «Мысль», 1982. — 253 с. — (Страны и народы) — 180 тис. прим.
- (рос.) Атлас народов мира / Отв. ред. С. И. Брук и В. С. Апенченко. — М. : ГУГК ГГК СССР и Институт этнографии им. Н. Н. Миклухо-Маклая АН СССР, 1964. — 185 с. — 20 тис. прим.
- (рос.) Численность и расселение народов мира. Этнографические очерки / под ред. С. И. Брука. — М. : Издательство АН СССР, 1962. — 487 с.
- (рос.) Лаппо Г. М. География городов: Учебное пособие для географических факультетов вузов. — М. : Туманит, изд. центр ВЛАДОС, 1997. — 476 с. — ISBN 5-691-00047-0.
- (рос.) Ягельский А. География населения. — М. : Прогресс, 1980. — 383 с.

### Англійською
- Vasil'ev, I. B., P. F. Kuznetsov, and A. P. Semenova. "Potapovo Burial Ground of the Indo-Iranic Tribes on the Volga" (1994).
- Ahsan, Aitzaz. The Indus Saga. Roli Books Private Limited, 2005.
- Mehdi, S. Q., et al. "The origins of Pakistani populations". Genomic Diversity. Springer, Boston, MA, 1999. 83–90.
- Balanovsky, Oleg, et al. "Deep phylogenetic analysis of haplogroup G1 provides estimates of SNP and STR mutation rates on the human Y-chromosome and reveals migrations of Iranic speakers". PLoS One 10.4 (2015): e0122968.
- Allchin, F. R. "Archeological and Language-Historical Evidence for the Movement of Indo-Aryan Speaking Peoples into South Asia". NARTAMONGÆ (1981): 65.
- Ahmed, Mukhtar. Ancient Pakistan-an Archaeological History: Volume III: Harappan Civilization-the Material Culture. Amazon, 2014.